# Lengua yami
La lengua yami es una lengua del grupo batánico hablada por el pueblo Tao de Taiwán. Este pueblo vive en la isla de las Orquídeas, situada 46 kilómetros al sudeste de la principal isla de Taiwán. Se habla en seis pueblos: Iraralay, Yayu, Iranomilek, Iratay, Imorod e Ivalino.
- Datos: Q715760